# Crassula compacta
Crassula compacta är en fetbladsväxtart som beskrevs av Schönl.. Crassula compacta ingår i släktet krassulor, och familjen fetbladsväxter. Inga underarter finns listade i Catalogue of Life.